# Millennium Falcon
A Millennium Falcon (Ezeréves Sólyom) az egyik leghíresebb űrhajó a Csillagok háborúja univerzumából.
A történet szerint egy koréliai csempész, Han Solo űrhajója. A nagymértékben átalakított űrhajóval a parancsnok és az első tiszt, egy Csubakka nevű vuki fűszercsempész akciókban vesz részt, eleinte Jabba, egy bűnbáró megbízásából. Az űrhajóval akkor ismerkedhetnek meg a nézők, amikor Solóék elfogadják Obi-Wan Kenobi megbízását, hogy juttassák el őt és társait az Alderaanra.

## Leírása
Az űrhajó egy átalakított Corellian YT-1300 típusú könnyű teherűrhajó, Han Solo által  csempészés céljára átalakítva, egyúttal a birodalmi erők kijátszására. A hajtóművet és a számítógépes irányítórendszert is módosították. A hajó a fénysebesség 1,5-szeresével képes haladni, azonban nem 100%-osan üzembiztos. A repült idő kétszeresét igényli a karbantartása. A fénysebesség alatti repülésre Girodyne hajtóművek szolgálnak, amik fúziós reakciót alkalmaznak. Ez a légkörben való repülés során 1050 km/h sebességet tesz lehetővé.
A hosszabb utazásokra (és nagyobb sebességre a hiperűrön keresztül való utazásra) az Isu-Sim SSPO5 hiperhajtóművet alkalmazza. A számos módosítás és fejlesztés után 0.5 osztályú hiperhajtóműnek számít (a kisebb szám gyorsabb hajtóművet jelent). A csillagrombolók általában 2.0 osztályúak, így sebességben nem jelentenek veszélyt a Millennium Falcon-ra a hiperűrben.
A hajó hagyományos fegyverzetét Lando Calrissian kicserélte négycsövű lézerfegyverekre, amik a hajó alján és tetején helyezkednek el. Solo ezek teljesítményét megnövelte az energiakristályok segítségével. Ezzel egy TIE-vadász egyetlen lövéssel megsemmisíthető. A fegyver a lövegtoronyból vagy a pilótafülkéből is irányítható. A pilótafülkéből való célzás pontatlanabb találatot eredményez.
Egy harmadik, kisebb teljesítményű gépágyú is rendelkezésre áll, ami a pilótafülkéből irányítható, ezt a Sólyom jobb oldalán lehet leengedni. Ez csak akkor használható, ha a hajó szilárd talajon áll, menet közben nem működik.
A hajóról gyújtórakétákat is lehet indítani, amik átütik bármely hajó páncélzatát. A Sólyom két ilyen rakétát használt fel a 2. Halálcsillag fő reaktorának megsemmisítéséhez.
A hajónak megerősített páncélzata van, ami a hajtómű és a személyzet lakrésze körül külön is meg van erősítve.
A hajó Solo által módosított védőernyő-rendszerrel rendelkezik, ami hatásos védelmet biztosít a hasonló méretű birodalmi hajók támadása ellen. Az ernyő ereje a hajó elejére vagy végére összpontosítható, a támadó irányától függően. Ezen kívül van navigációs védőernyő, ami a hajó haladásakor az előtte lévő apró szemcséktől tisztítja meg az utat.
A szokásos YT-1300-asoknál üres, nyomás nélküli tárolóhelyeket ezen a hajón repülésirányító berendezés, csillagközi navigációs érzékelők, vonósugár generátor, kommunikációs eszközök, nagytávolságú zavaróberendezés és gravitációs kiegyenlítő foglalja el.
A Sólyom egyik jellegzetessége a tetején található, aszimmetrikusan elhelyezett radartányér, amit Solo szerelt fel az ellenséges hajók érzékelésére. Ez több ízben néhány  perces előnyt jelentett számára más csempészhajókkal szemben, amiket így el tudott kerülni, mivel azok nem észlelték őt.
A hajó rendelkezik fixen beépített robot orvossal, ami a kisebb zúzódásoktól kezdve a súlyos, mély sebekig sok mindent el tud látni, bár nem olyan hatékony, mint egy gyógyítási célra épített hajó. A hajó hátsó részében öt személy számára van mentőkabin (amikor a hajót a Halálcsillag vonósugara befogta, elterelésként három mentőkabint is kilőttek, de ez nem volt elég hatásos).
A hajó külön előnye, hogy nem néz ki gyors hajónak más csempészek szemében.
A hajó gyakran repül valamilyen atmoszférában, annak ellenére, hogy a pilótafülke és a radartányér jelentősen rontják az aerodinamikai tulajdonságait.

## Megjelenése a filmekben
Az űrhajó a filmfolyam alábbi epizódjaiban tűnik fel:
- Solo: Egy Star Wars-történet
- Star Wars IV. rész – Egy új remény
- Star Wars V. rész – A Birodalom visszavág
- Star Wars VI. rész – A Jedi visszatér
- Star Wars VII. rész – Az ébredő Erő
- Star Wars VIII. rész – Az utolsó jedik
- Star Wars IX. rész – Skywalker kora

A Millennium Falcon az eredetileg első részként bemutatott epizódbeli feltűnésétől kezdve három epizódon keresztül a főszereplő Han Solo hajójaként a történet szerves része. A filmforgatáshoz egy életnagyságú és egy kicsinyített modell készült. Az életnagyságú példánnyal vették fel a statikus (például a tatuini és a jégbolygóbeli hangárban zajló) jeleneteket, míg a kicsinyített változattal az űrbeli manőverek felvételei készültek blue box technikával.

## Története
A főhősök több űrcsatában is részt vesznek vele, Solo, Luke Skywalker, majd később Lando Calrissian több birodalmi Tie vadászt is lelő vele. Az első epizód végén kulcsszerep jut a hajónak, amikor a Halálcsillag elpusztítására törő lázadó erőknek Solo lehetőséget ad az űrállomás megsemmisítésére. A későbbi epizódokban is csaták részese az űrhajó: sikeres manőverezés egy aszteroidamezőben a birodalmiak ellen menekülve, vagy Calrissian vezérletével a második Halálcsillag megtámadása és elpusztítása.
A cselekményekből fokozatosan kibontakozó előtörténet szerint Han Solo egy kártyapartin nyerte el a hajót Lando Calrissiantól, majd „megbütykölte” az űrhajó hajtóművét és átalakította, így a lomha szállítóhajóból egy gyors csempész- és csatahajót épített.  Később Solo és Csubakka ezzel az űrhajóval csempészett fűszert Jabbának.
A történet fonalába akkor kapcsolódik be az űrhajó, amikor Han Solo egy korábbi balul sikerült csempészakciója nyomán előállt pénzzavara miatt borsos áron elvállalja Obi-Wan Kenobi megbízását, miszerint utasokat kellene elszállítania az Alderaanra, a lázadók egyik titkos központjára. A négy utas Kenobi jedi lovag, Luke Skywalker (egy tatuini fiatal földműves) és két droid, C-3PO protokolldroid, valamint R2-D2. Ez utóbbi kis robot az utazás kulcsa, a memóriája rejti a birodalmiak titkos szuperfegyverének tervrajzait, amelyeket felhasználva a lázadók elpusztíthatják azt. A Millennium Falcon eljut az időközben felrobbantott Alderaanhoz, de a Halálcsillag vonósugarába kerül, és kénytelen a bolygót elpusztító, még mindig a közelben tartózkodó Halálcsillagon leszállni. A leszállás után utasai kiszabadítják Leia Organa hercegnőt, kikapcsolják az űrállomás vonósugarát és megszöknek a lázadók katonai támaszpontjára, a Yavin azonos nevű holdjára. A szökés közben megvívnak 4 Tie vadásszal, győzelmet aratva felettük.
Később a tervrajzok birtokában – és egy azok alapján kidolgozott, győzelemmel kecsegtető taktikával – a lázadók megtámadják a Halálcsillagot kis X-szárnyú és Y–szárnyú vadászgépeikkel, ám a birodalmiak kis híján elhárítják a támadást. Ekkor lép be a csatába a harctól korábban vonakodó és eredetileg a Tatuinra induló Han Solo és a Millennium Falcon. Csatába lépésükkel lehetővé teszik, hogy az egyedül maradt Skywalker bevigye a döntő találatot az űrállomás reaktorának szellőzőnyílásába, amely a Halálcsillag teljes pusztulásához vezet.
A történet folytatásában a Falcon a Hoth nevű jégbolygón javítás alatt áll, a híres – fénysebesség másfélszeresét elérni képes – hiperhajtóműve nem működik, amikor birodalmi támadás éri a lázadó támaszpontot és a történet szereplőinek menekülniük kell. Az űrhajó az utolsók között száll fel és menekül a birodalmiak elől, a rossz hiperhajtómű miatt kezdetben sikertelenül. Ám egy aszteroidamezőbe navigálva – és ott valószerűtlenül sikeresen manőverezve – menekülnek meg utasai. A végső javításra Felhővárosban kerül sor, ám a parancsnokot, Han Solót itt fogságba ejti Darth Vader, ezért a hajó korábbi tulajdonosa – Felhőváros kormányzója –, Lando Calrissian veszi át a parancsnokságot felette.
Az űrhajó legutolsó fontos küldetése a történet harmadik epizódjában a második Halálcsillag elpusztítása. A lázadó erők ismét megszerzik az új fegyver terveit és több csoportra osztódva egy nagyszabású haditerv keretében próbálnak végső győzelmet kicsikarni. Skywalker, Leia hercegnő és Solo leszáll az Endor holdon, a Halálcsillag védőpajzsához szükséges energiát szolgáltató pajzsgenerátor elpusztítására, az űrállomás közvetlen megtámadása pedig Lando Calrissian és a Millennium Falcon vezérletével felvonuló flottára marad. Az akciót siker koronázza, a Halálcsillagot és a császárt elpusztítják, a lázadók győznek, a Birodalom elbukik.